# Flugplatz Uslar

i7
i11
i13
Der Flugplatz Uslar (ICAO-Code: EDVD) ist ein Sonderlandeplatz im Gebiet der Stadt Uslar in Niedersachsen. Er wird durch die Luftsportvereinigung Solling e. V. betrieben.

## Lage
Der Flugplatz liegt etwa 2 km westlich von Uslar im Landkreis Northeim. Naturräumlich liegt er im südlichen Weserbergland.

## Flugbetrieb
Der Flugplatz dient grundsätzlich der Nutzung durch Vereinsmitglieder der Luftsportvereinigung Solling e. V. Andere Flüge bedürfen der vorherigen Genehmigung des Betreibers (PPR). Er ist zugelassen für Segelflugzeuge, Motorsegler, Luftsportgeräte, ausgenommen Sprungfallschirme, Motorflugzeuge bis 2000 kg höchstzulässiger Abflugmasse, bemannte Freiballone und Modellflugzeuge bis 25 kg Gesamtmasse. Der Flugplatz verfügt über eine 500 m lange und 30 m breite Start- und Landebahn aus Gras. Segelflugzeuge starten per Windenstart oder Flugzeugschlepp.

## Geschichte
Die Luftsportvereinigung Solling e. V. wurde 1951 gegründet. Der Flugplatz wurde 1959 als Segelfluggelände in Betrieb genommen. Er wurde 2017 zum Sonderlandeplatz umgewidmet.